# Libertas (rose)
Pour les articles homonymes, voir Libertas.
'Libertas' (ce qui signifie « liberté » en latin) est un cultivar de rosier grimpant obtenu par le rosiériste allemand Hans Jürgen Evers en 1999 et mis au commerce en 2015 par la maison Tantau. Cette nouvelle variété connaît un grand succès, d'autant qu'elle a obtenu le certificat ADR en 2013. 'Libertas' a été baptisé à l'occasion du bicentenaire du haut tribunal du Palatinat à Deux-Ponts.

## Description
Ce rosier spectaculaire se présente sous la forme d'un haut arbuste aux rameaux souples pouvant être conduit en haut buisson ou en grimpant atteignant 300 cm à 400 cm. Son feuillage sain est vert foncé brillant. Il montre une multitude de petites roses simples de 3 ou 4 cm, de couleur rose magenta au cœur blanc, laissant voir de longues étamines jaunes, fleurissant en bouquets généreux de juin à octobre.
'Libertas' supporte les hivers froids et est insensible aux maladies. Il nécessite une situation ensoleillée, mais tolère la mi-ombre.
Il est spectaculaire sur des pergolas, pour couvrir des arceaux, des treillages, des clôtures ou former de hauts buissons au fond des massifs. Il est plébiscité pour les jardins privés contemporains à l'anglaise, et aussi pour les jardins publics urbains, par sa vigueur et le coloris très vif de ses roses.

## Récompenses
- Rosier ADR, 2013
- Prix d'honneur de la ville de Deux-Ponts
- Médaille d'argent de Baden-Baden